# معروف (ولسوالی)
معروف یکی از ولسوالیهای ولایت قندهار در جنوب خاوری افغانستان است. جمعیت آن در سال ۲۰۰۶ میلادی، ٢٠٠٠٠٠ نفر اعلام شده‌است. ولسوالی معروف ۳۰۰ قریه دارد قوم مشهور درقومهای پشتونها بارکزی و بعداٙ علیزی می‌باشد امپراتور احمدشاه درانی درین ولسوالی درنزدیک توبه وفات نموده درانی‌ها برای اولین بار درین ولسوالی جابجا ګردیده سربن نيکه جد دراني‌ها درهمين ولسوالی زندګي کرده معروف از شهر کندهار به فاصله ۱۹۰ کیلومتر دور است نصف از راهش تا ولسوالی ارغستان قیر ریزی شده نصفش خراب است معروف منطقه کوهستانی است سه دره عمده بنام معروف ناوه، سالیسون و اعلی جرګه دارند،
معروف در شکم خود یک دریای کلان که در جغرافیه بنام ارغستان مسمی است در وی میګزرد امیر دوست محمد خان اولین شاه بارکزی‌ ها بودند که سرچشمه اش از معروف هست خاندان شان ۱۵۷ سال حکمرانی را برخاک افغانستان کرد، قبرستان از جد محمدزی (بارکزی) در معروف و ارغستان که پیشتر یک ولسوالی بودند وجود دارند که نامش در قدیم اراکوزیا بود اراکوزیا در زمانه‌های سکندر مقدونی ۳٢٣ سال قبل المیلاد بر ولسوالی‌های معروف وارغستان نهاده شده‌است که یک تاریخ علیحده در منطقه آسیای جنوبی داشت از روایات قدیمی نام پشتون‌ها برای اولین بار درین جا بر پشتون‌ها نهاده شده‌است امروز هر قوم درانی خود را از معروف وارغسان می‌دانند، و اجداد غلجی‌ها هم درنزدیک این ولسوالی زندګی داشت مثلاً هوتک بابا در اتغر متولد در قرن ششم شده ولسوالی معروف در قدیم‌ها تا ساحات پشین بلوچستان طولانی‌تر بود و بعد از کشیدن دیورند کوچک درآمد محصولات عمده اين ولسوالي عبارت است از ګندم ، انګور ، بادام ، نصوار ، انار وغيره.
معروف در جنګ باروسها مخفي ګاه اولين براى مجاهدين بود با ديورند 160 کيلومتر طول دارد 